# خورخي كازولو
خورخي كازولو (بالإسبانية: Jorge Cazulo)‏ (14 فبراير 1982 بمونتفيدو في الأوروغواي - ) هو لاعب كرة قدم أوروغواني في مركز الوسط. لعب مع بنيارول وبيلا فيستا وديفينسور سبورتينغ ورامبلا جونيورز وميرامار ميشنس ونادي راسينغ مونتيفيديو ونادي سبورتينغ كريستال وناسيونال مونتيفيديو وديبورتيفو مالدونادو وClub Plaza Colonia de Deportes ‏ وسيزار فاليجو ‏.

## وصلات خارجية
- خورخي كازولو على موقع قاعدة بيانات كرة القدم.إي يو (الإنجليزية)
- خورخي كازولو على موقع Soccerway.com (الإنجليزية)
- خورخي كازولو على موقع AS.com (الإسبانية)